# Bandera de Baskortostán

Bandera de Baskortostán.

La bandera de Baskortostán, en la Federación Rusa, fue aprobada por el Parlamento de la República el 25 de febrero de 1992. 

## Descripción
La Bandera de Baskortostán está formado por tres bandas horizontales de color azul, blanco y verde. En el centro de la bandera aparece un símbolo que representa una flor estilizada, compuesta de siete pétalos de color amarillo. La relación de la anchura de la bandera a su longitud es de 2:3 (hasta 2003 era 1:2).

## Historia
La primera bandera nacional fue creada por el estadista Akhmetzaki Akhmetshahovich Validov en 1918 y fue aprobada por el gobierno de Baskurdistán el 19 de junio. Esta consistía de tres franjas iguales en tamaño de color azul, verde y blanco.
Tras su anexión a la URSS, la ahora RASS de Baskortostán adoptó varios diseños de banderas siendo los más comunes la bandera roja con las abreviaciones del nombre de la república aunque a partir de 1956 su diseño era casi idéntico al de la RSFSR con la diferencia de llevar la abreviatura de la república en baskirio y en ruso.
El 25 de febrero de 1992 tras un concurso iniciado en noviembre de 1990 que buscaba el mejor borrador de bandera, escudo de armas e himno, fue aprobada por el parlamento la actual versión con el orden de los colores alterado, pasando del azul, verde y blanco, al azul, blanco y verde esto para evitar repetir la bandera adoptada tres meses antes por la República de Komi.

## Simbolismo
En la bandera de Baskortostán, el azul representa la claridad y la pureza de la gente de la República; el blanco, su pacífica convivencia; y el verde, la libertad y la eternidad de la vida. Los siete pétalos de la flor representan la coexistencia pacífica entre los grupos étnicos en la República.